# Locarno

Drapeau

Locarno est une commune suisse du canton du Tessin, située sur la pointe septentrionale du lac Majeur.
Avec plus de 15 000 habitants (60 000 pour l'agglomération Locarno-Ascona), c'est la troisième ville du canton par le nombre d'habitants après Lugano et Bellinzone.
La ville est une destination touristique renommée, grâce à la présence du lac et au microclimat qui permet à la végétation méditerranéenne de prospérer. La ville est également connue pour son festival international du film, fondé en 1946 ; il s'agit du plus vieux au monde après celui de Venise.

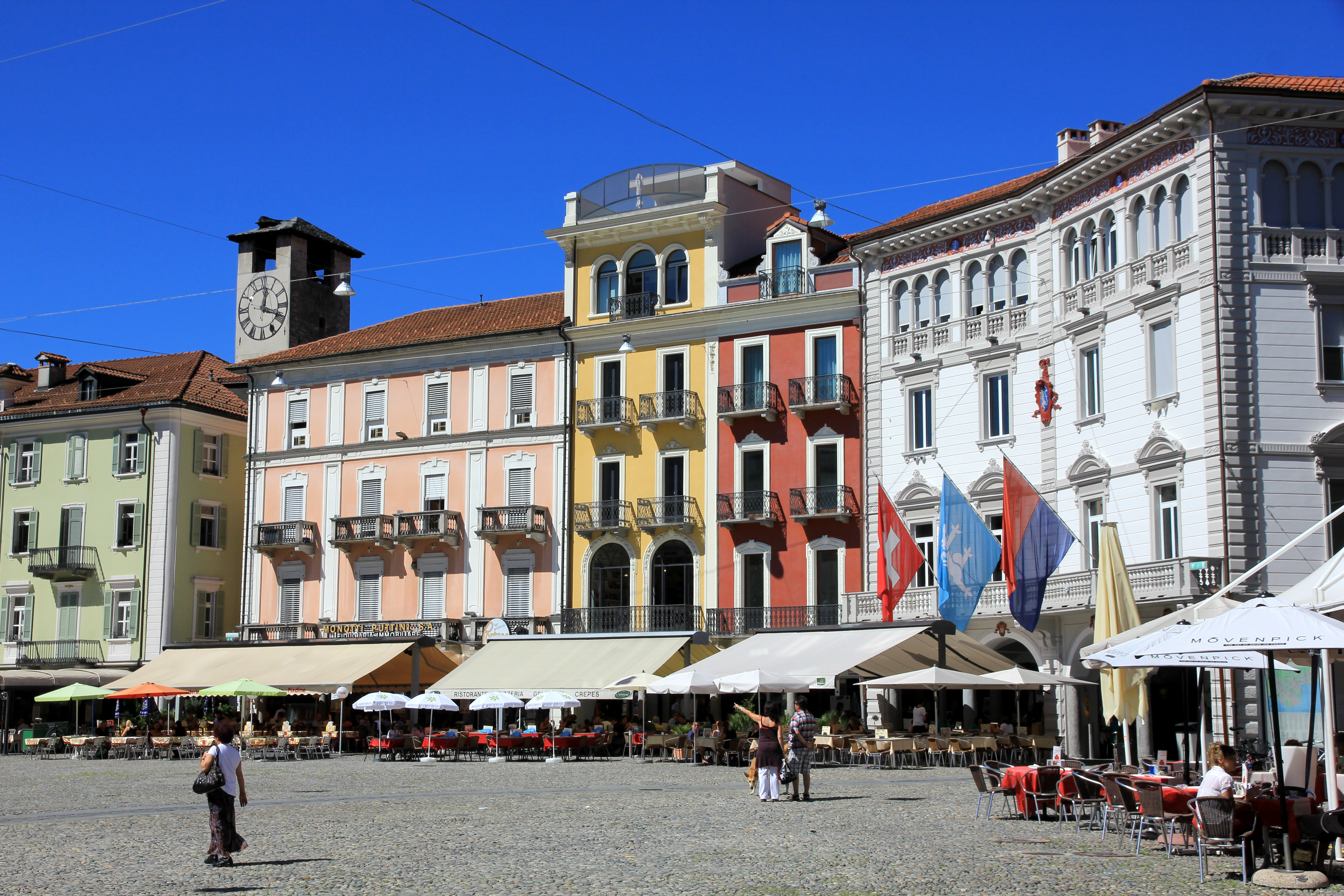
La Piazza Grande dans le centre-ville.

## Géographie

Photo aérienne prise à 800 m par Walter Mittelholzer (1919)

La superficie de la commune de Locarno est de 19,27 km2.
Locarno est située au sud des Alpes, au bord du lac Majeur. La vieille ville est située à l'est du delta de la Maggia, au pied de la montagne Cimetta (1671 m). L'église de la Madonna del Sasso, surplombant la ville, est accessible par funiculaire. C'est un lieu de pèlerinage.
La Vallemaggia, longue vallée de 45 kilomètres se déploie au nord de la ville.

### Climat
Le climat de Locarno est continental humide à été chaud (Cfa). À Locarno, les hivers sont froids et la neige tombe 5 fois par an en moyenne. Les étés sont chauds et humides car les masses d'air subtropicales dominent.
Avec une moyenne de 2 300 heures de soleil par année, Locarno est la ville la plus ensoleillée de Suisse.
L'office fédéral de météorologie et de climatologie a un centre régional à Locarno-Monti.
| Mois                                | jan. | fév. | mars | avril | mai  | juin | jui. | août | sep. | oct. | nov. | déc. | année |
| ----------------------------------- | ---- | ---- | ---- | ----- | ---- | ---- | ---- | ---- | ---- | ---- | ---- | ---- | ----- |
| Température minimale moyenne (°C)   | 0,2  | 1,2  | 3,9  | 7,2   | 10,8 | 14,1 | 16,6 | 16   | 13,3 | 9    | 4,2  | 1,2  | 8,1   |
| Température moyenne (°C)            | 2,6  | 4,1  | 7,4  | 11    | 14,5 | 18,1 | 20,8 | 19,9 | 16,8 | 12   | 6,7  | 3,7  | 11,5  |
| Température maximale moyenne (°C)   | 6,1  | 7,9  | 11,9 | 15,5  | 19,2 | 23,1 | 25,9 | 24,9 | 21,4 | 16,2 | 10,3 | 7,2  | 15,8  |
| Précipitations (mm)                 | 73   | 72   | 104  | 164   | 194  | 167  | 165  | 185  | 191  | 158  | 135  | 61   | 1 668 |
| Nombre de jours avec précipitations | 6    | 6    | 7    | 10    | 13   | 10   | 9    | 10   | 8    | 8    | 8    | 6    | 101   |

## Toponymie
Le nom de la commune est d'origine incertaine. Il pourrait (comme Loèche) remonter à une base celtique leuccos, leuccā signifiant clair ou brillant. Locarno correspondrait ainsi à une forme *leukkarni (les voisins du fleuve) ou *leukkarā (le Pétillant).
L'ancien nom allemand de la commune est Luggarus.

## Population

### Gentilé
Les habitants de la commune se nomment les Locarnais.

### Démographie
Locarno compte 16 394 habitants fin 2023. Sa densité de population atteint 851 hab./km2.
La majorité de la population en l'an 2000 parle italien (76 %), l'allemand arrive en deuxième position (10,5 %) et le serbo-croate en troisième (3,1 %).

## Histoire
Les témoignages archéologiques permettent de faire remonter au XIIIe siècle a.c. les premières colonies d’habitation préhistoriques dans la région de Locarno. Le peuplement s'est intensifié durant l'âge du fer, comme l’atteste la découverte de nombreuses nécropoles.
Locarno a joué le rôle de plate-forme commerciale entre les vallées alpines et la plaine du Pô.

De 1821 à 1881, Locarno a été, avec Lugano et Bellinzone, la capitale tournante du canton du Tessin.

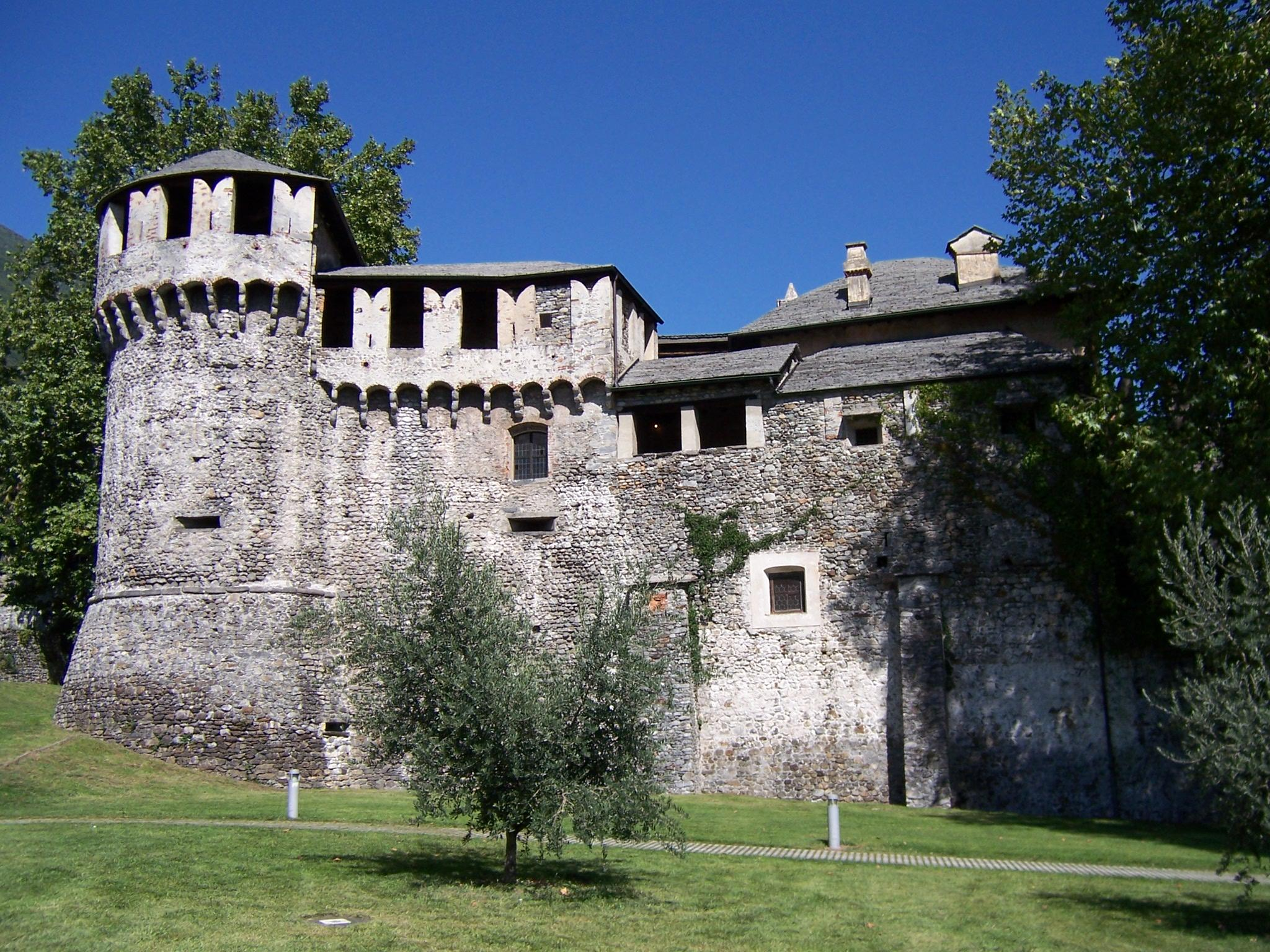
Château Visconti.

La ville de Locarno est également célèbre pour son « Pacte de Locarno » entre la France et l'Allemagne. En 1919, suite de la Première Guerre mondiale, l'Allemagne est contrainte lors du traité de Versailles de payer des réparations à la France. Face à une crise financière liée aux destructions de la guerre, la république de Weimar déclare qu'elle ne peut plus payer. Cela provoque la colère de la France, qui occupe la Ruhr afin de se payer en nature. Ce différend est réglé en partie par les ministres des affaires étrangères français et allemand Aristide Briand et Gustav Stresemann. En 1925, les deux hommes décident, à Locarno d'un aménagement des réparations, de la garantie mutuelle des frontières et de l'entrée de l'Allemagne dans la Société des Nations. En 1926, ils obtiennent conjointement pour cet accord le prix Nobel de la paix.

## Médias
- Radio Fiume Ticino

## Culture et patrimoine

### Héraldique
| Blason | Blasonnement : D'azur au lion d'argent. |

### Monuments et curiosités
Nichée derrière la Piazza Grande, la Città Vecchia comprend des édifices et des monuments de style médiéval.
- Fondation Marguerite Arp

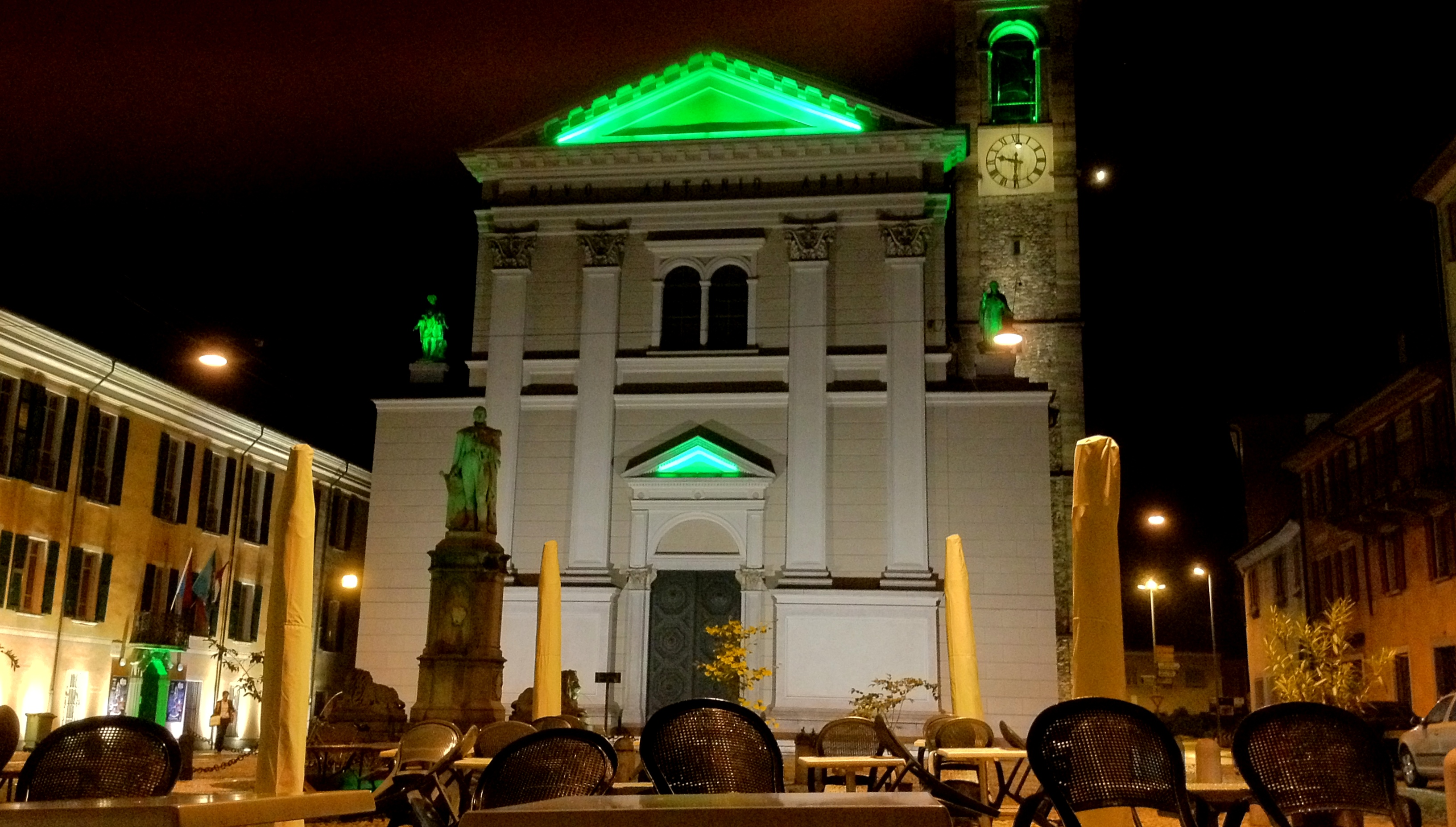
L'église Saint-Antoine de Locarno.

- Ghisla Art Collection, musée et fondation pour l'art contemporain et moderne
- Madonna del Sasso
- Musée archéologique du Château Visconti

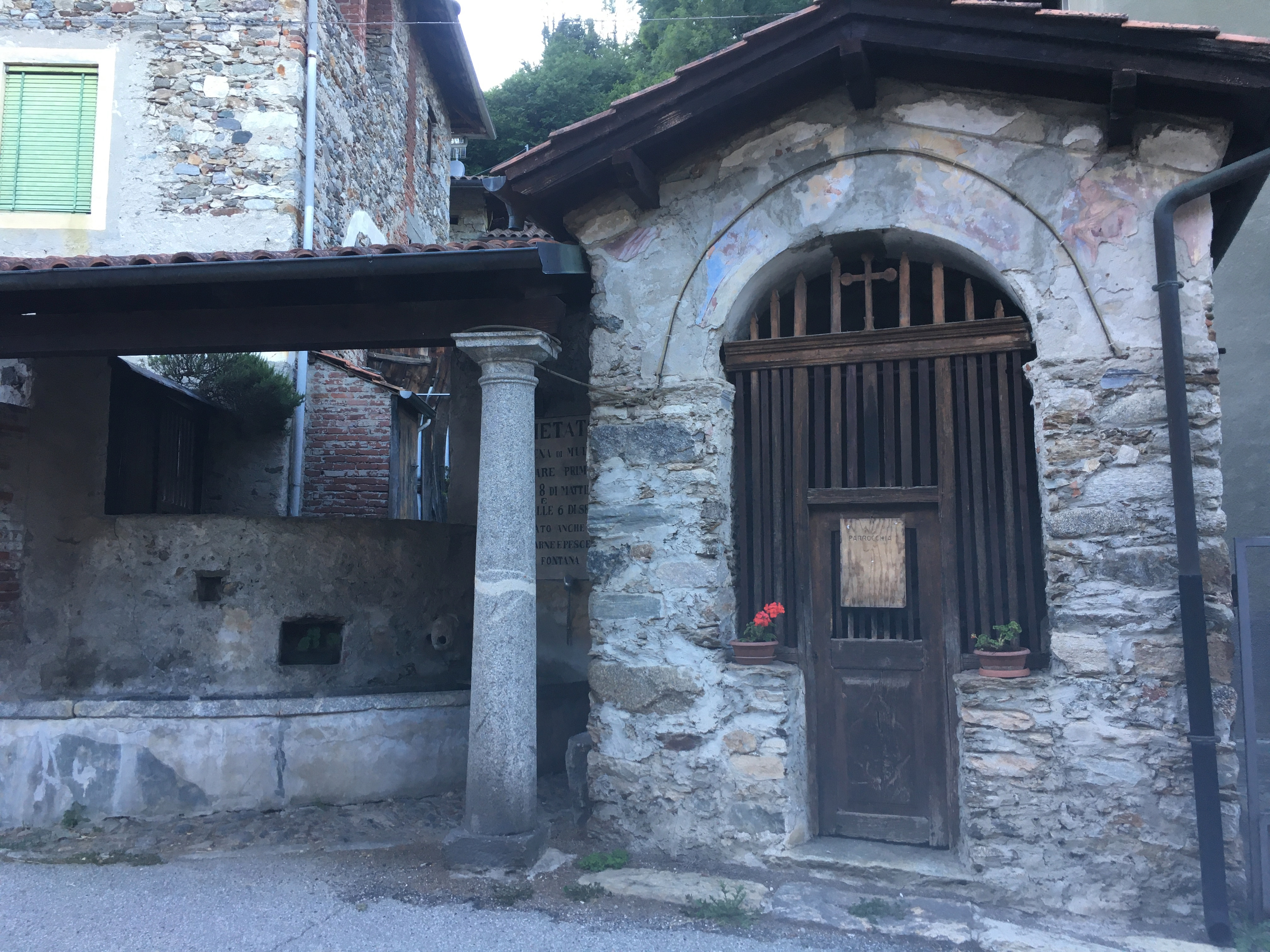
Lavoir et chapelle Varello. Photo Iolanda Pensa

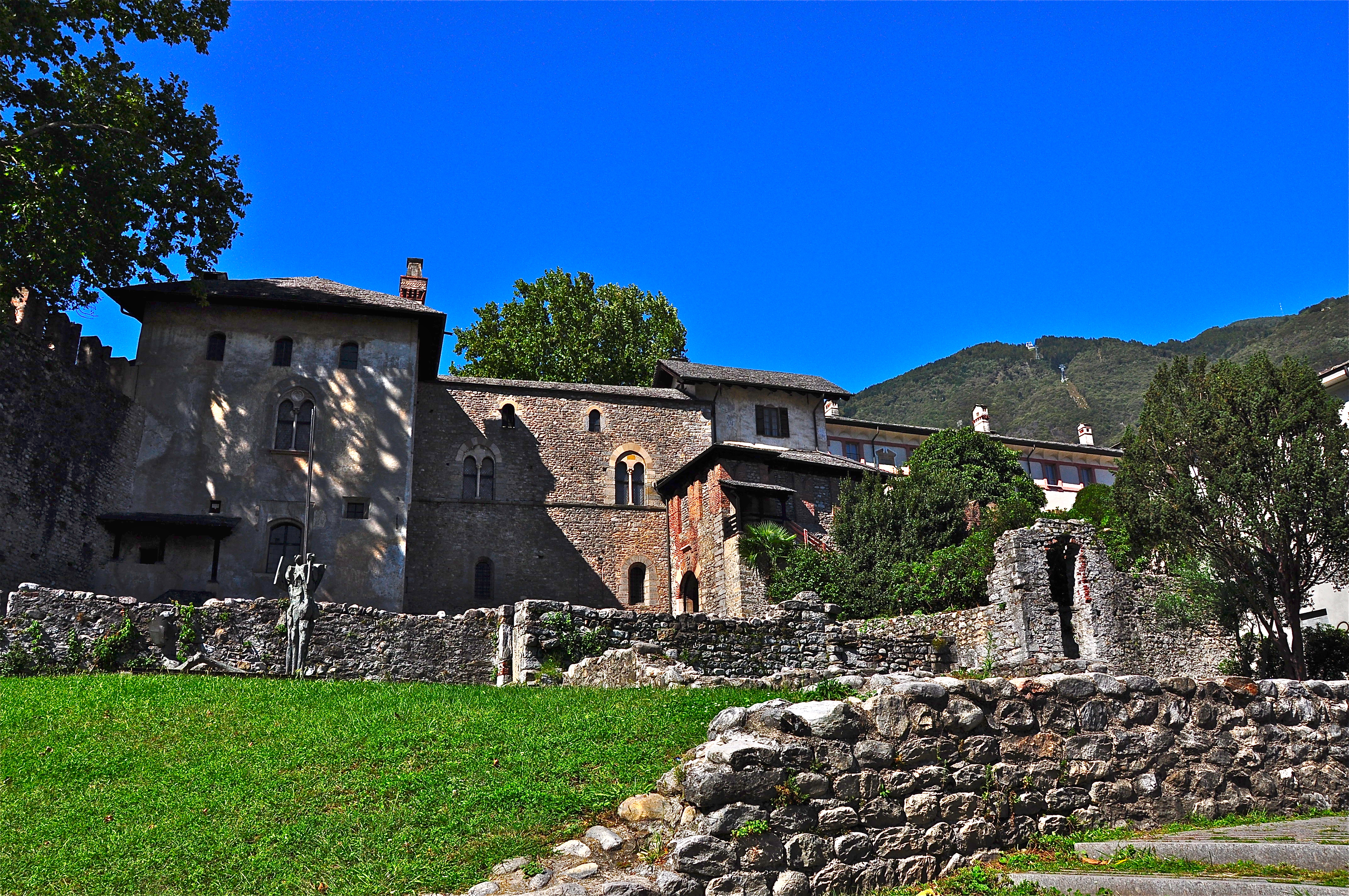
Castello Visconteo. Photo WPestana

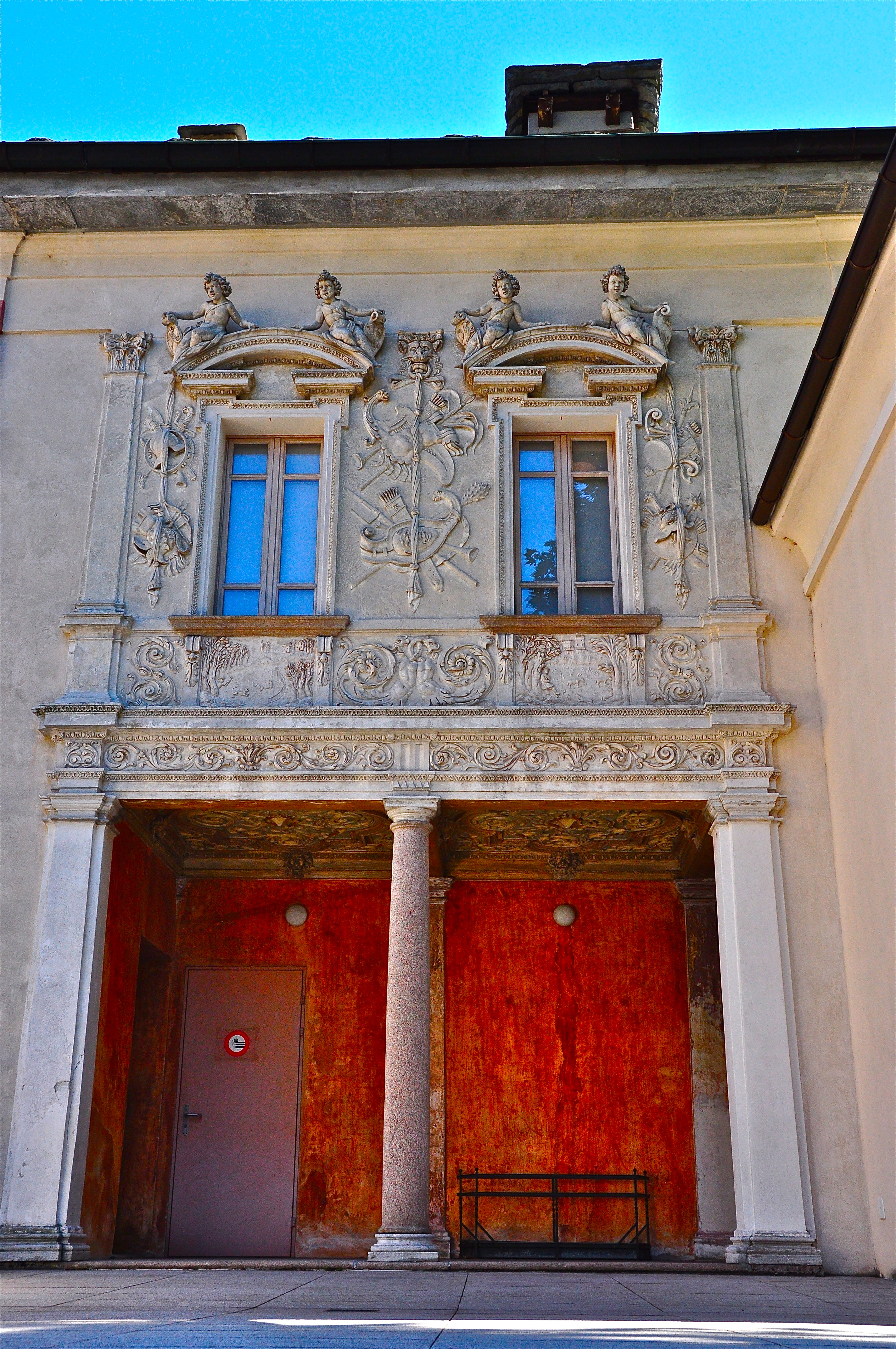
La Casorella.

- Piazza Grande
- Église Saint-Antoine de Locarno
- Casa del Necromante
- Casorella
- Église Santa Maria in Selva

### Folklore et manifestations
- Festival international du film de Locarno, en août sur la Piazza Grande. Les projections ont lieu en plein air sur grand écran.
- Fête des camélias
- Festival Moon and Stars[11]
- Locarno on Ice

### Personnalités liées à la commune
- Massimo Cavalli, peintre
- Paul Klee, peintre
- Erich Fromm, psychanalyste, citoyen honoraire de Locarno
- Oliver Neuville (1973–), footballeurLa Piazza Grande pendant le festival.
- Silvio Moser, pilote Automobile

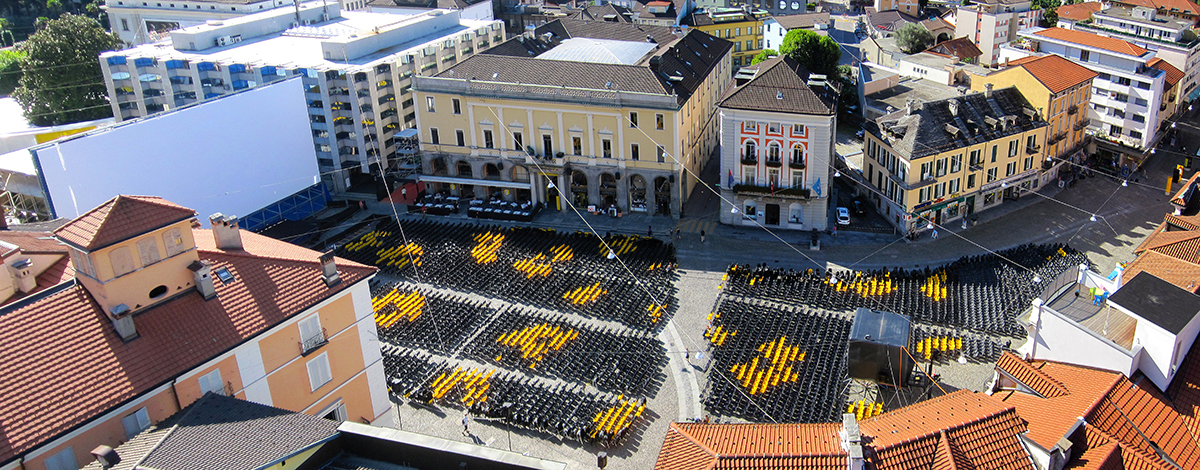
La Piazza Grande pendant le festival.

- Giovanni Battista Pioda, conseiller fédéral
- Paolo Duca (1981–), joueur de hockey
- Hannes Schmidhauser, acteur de cinéma et footballeur
- Felice Varini (1952–), peintre
- Livio Vacchini (1933–2007), architecte
- Patricia Highsmith, écrivaine
- Nesto Jacometti (1898–1973), éditeur d'estampes
- Mirko Ellis (1923–2014), acteur de cinéma

## Transports
- En gare de Locarno : ligne ferroviaire desservie par les CFF et TiLo dans le cadre du réseau express régional tessinois.
- En gare de Locarno FART : ligne ferroviaire FART Locarno-Domodossola en correspondance vers Lausanne via le tunnel du Simplon.
- Lignes de bus pour Bellinzone, Ronco sopra Ascona, Brissago, Ascona, Tenero, Orselina, Brione sopra Minusio, Mergoscia, Cavergno et Losone.
- Funiculaire pour Madonna del Sasso
- Bateau pour Magadino
- Autoroute cantonale A13 (contournement de Locarno)
- Liaison autoroutière par Bellinzone
- Aéroport de Locarno

## Santé
La base de montagne n°6 de la REGA est installée sur l'aéroport de Locarno.

## Jumelages
Locarno est jumelée avec 10 villes dans le monde :
- Bruges (Belgique) depuis 1954
- Nice (France) depuis 1954
- Nuremberg (Allemagne) depuis 1954
- Venise (Italie) depuis 1954
- Montecatini (Italie) depuis 1964
- Karlovy Vary (Tchéquie) depuis 1965
- Lompoc (États-Unis) depuis 1972
- Urbino (Italie) depuis 1976.
- Vevey (Suisse) depuis 1981
- Gagra (Géorgie) depuis 1987